# MALICE MIZER

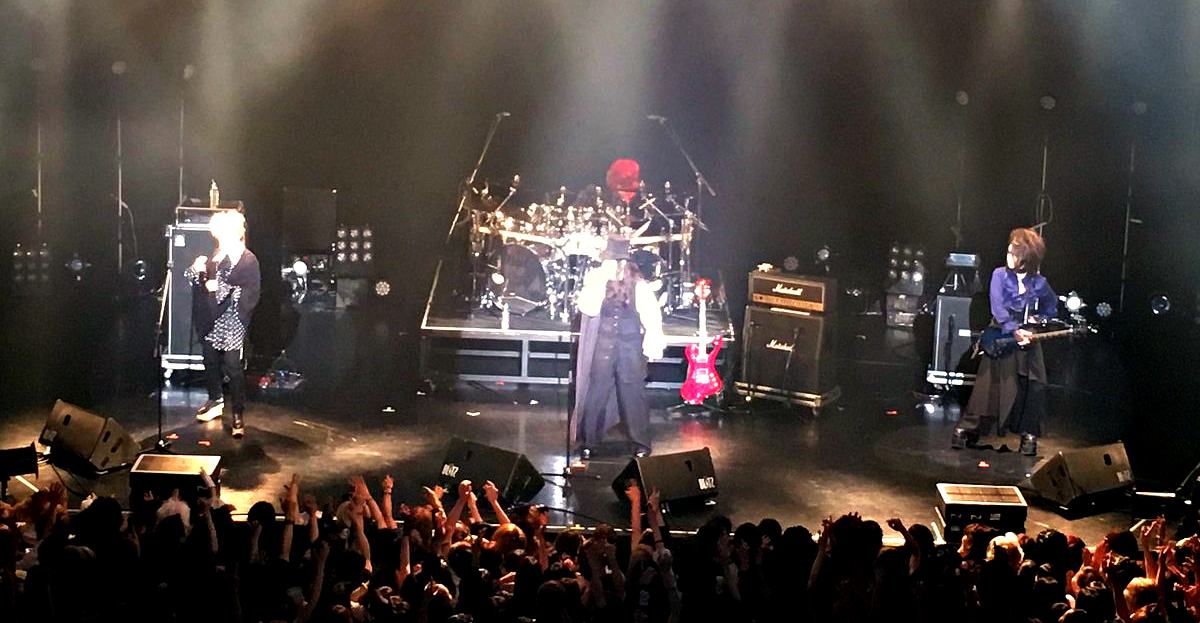
Közi, Yu~ki & Mana 2016

MALICE MIZER（マリスミゼル）は、日本のヴィジュアル系ロックバンド。1992年8月結成、2001年12月31日をもって活動休止。バンド名の由来は「悪意と悲劇」という意味を持つフランス語。主な略称は｢マリス｣が用いられる。公式ファンクラブは「ma chérie」。

## 概要

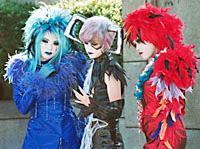
ヴィジュアル系バンド（MALICE MIZER）のコスプレ。
左からManaのコスプレ、Yu～kiのコスプレ、Köziのコスプレである。

ほぼ同時期（1997年）にメジャーデビューをしていたSHAZNA、FANATIC◇CRISIS、La'cryma Christiと共に「ヴィジュアル系四天王」と称されていた。
時期によって音楽性や世界観が大きく異なる。
発表された曲のいずれもオリコンランキングチャートの上位にランクインするヒットを飛ばす人気を博し順風満帆に思えたが、1998年12月にフロントマンであるヴォーカルのGacktが突如行方不明になる。ワイドショーやメディアでは「雲隠れ」と報道された。理由は後にGacktが「メディア出演では僕の出番が増える度に孤立していった。メンバーが『Gackt対4人』に分かれ、誰も仲介・フォローに入らなかった」「加入前に経験したお金の問題で、僕が犯した過去の失敗を繰り返さないように何回も話したが伝わらなかった」「最後のミーティングで、メンバー全員と事務所の社長から『お前とはもうやれない』と言われた。『どうやってGacktのいるMALICEを終わらせるか』という話になった時、『CDを出せばいい』と言われ、『ファンを舐めるな!』と一喝して出て行った」「お金の問題・自覚の違い・『やらなければいけない』という強迫観念が色々重なって悪循環になった。皆どこか病んでいたから仕方なかった」と語っている。しかし、「未だに僕の誇りであることには変わりはない。バンドとして色々表現していたことにプライドを持っているし、メンバーも非常に個性的だった」と複雑な心境を告白した。
1999年1月にファンクラブ広報でGacktを除いたメンバーにより正式に脱退が発表された。さらに同年6月21日、ドラムのKamiが病気で急逝。その後、しばらく3人での活動となり、2000年7月にMALICE MIZER初期の頃よりライヴでのサポートや親交のあったKlahaが「白い肌に狂う愛と哀しみの輪舞」でサポートヴォーカリストとして参加。その後、同月に正式に3代目MALICE MIZERヴォーカリストとして加入。着実にCDのセールスを上げ、他方映画出演などの活動の幅を広げていたが、2001年12月に「各メンバーの自由な活動展開を」との考えから音楽活動を停止した。
2009年と、2010年から2年おきにManaとKöziにより「Deep Sanctuary」と銘打ったイベントが開催され、結成からのメンバー3人を中心としてMALICE MIZERの曲を演奏する機会が設けられている。
2011年にManaがGacktに脱退以来久しぶりに連絡をとり、他のメンバーと集まって食事会を開いた。20周年である2013年に新しい企画を行うためにメンバー・スタッフを交えてのミーティングを行い、具体的に計画も練り始めたが、Gackt側の都合で頓挫してしまった。
2018年に結成25周年として「Deep Sanctuary VI」を行うにあたり歴代のヴォーカルであるtetsu、Gackt、Klahaにそれぞれ出演依頼を試みたが、いずれも出演には至らなかった。しかし、「au revoir」演奏の際ステージ後方のスクリーンにGacktを含めた二期当時のメンバー達の映像が流されたことで一部それが叶った形となった。

### 音楽性
「ツインギターが2台のチェンバロを演じて、そこにフーガ・対位法をふんだんに取り入れた楽曲作り」「『人間、きれいで美しいファンタジーな世界の裏にある毒・悪・醜いもの』とは何かを調べて、それらを見える形に具現化して、音で表現する」「楽曲を活かす形で歌劇の様なストーリー性のある絢爛なライブを行う」というコンセプトを持ち、楽曲・衣装・メイク・ステージセットにおいて独自の世界観を徹底した奇抜なパフォーマンスで知られた。そのため、「究極のヴィジュアル系」「総合芸術集団」などと巷で称され、TVやラジオ等のメディアにも精力的に出演し、一部で社会現象を起こした。
ギターをやる場合、「チョーキング禁止」「それぞれ単音で弾いて、それが複雑に絡む構成にする」等、ギタリストが当たり前に行うことを禁止した。また「ギターを弾くことに集中すると、返って動きに制限が出る。弾く以外にもできることがあるんじゃないか?」という思いから、ギターを弾かないで踊る曲を作ったり、オーケストラの音色を打ち込むためのプログラミングの勉強を始めた。
楽曲の大きな特徴はクラシック音楽とロックを巧みに織り交ぜた点にある（メンバーの多くが幼少期にクラシック音楽に触れていたことによる）。Manaはチェンバロやパイプオルガン等の楽器の音色をギターの代わりに入れた曲を作っていく様にした。その他にも、サンプリング、プログレッシブ・ロック、フレンチ・ポップ、テクノ等様々な技術・ジャンルに挑戦していった。
衣装は中世ヨーロッパのような特徴を織り交ぜたものが大半を占め、楽曲にもストーリー性を持たせ、ライブにおいてはそれに合わせた演劇的な要素を入れることで、世界観をより深く見せた。ライブハウスでの対バン形式のライブでは、開始時間が早いから集客が難しくても、世界観を重視し、舞台のセットを飾る時間を取るために「1番目にやらせてほしい」と頼んだ。Mana・Köziはその方針に前向きだったが、Yu〜kiは演劇には興味を示しつつも踊りにはあまりやる気を示さず、Kamiはドラマーとしての立ち位置に悩み、初代ヴォーカルのTetsuはロックバンド指向の強い人物であったため、そういったパフォーマンスやメイクで活動を続けることに抵抗があり、脱退することとなった。それでも「面白いことをやっていこう」という思いで意思統一できた。
制作クレジットでは、「作詞:○○」「作曲:××」と個人名での表記だが、実際は最終的なアレンジについてのメンバー間のやりとりが綿密に行われ、時にはデモテープに収録された段階の原曲とは全く違う楽曲が出来上がる場合もあった。

### イメージ戦略
楽曲の世界観を表現するため曲によっては、曲・コンサートのテーマ・ストーリーを膨らませてから、メンバー毎にイメージカラー・髪色・衣装に反映を決めていく。楽曲や時期によっては厳密に定まっていない。これは「衣装を説明するだけで、種明かしにつながってしまう」という意向であり、CD・ライブツアー・PVを通して見て、初めて答えにたどり着ける仕組みにしている。メンバーも敢えて決定的な答え・思想は出さず、ファンが自発的に探し出す様に仕掛けている。
二代目ヴォーカルにGacktが加入する際、Gackt自身はメンバーに「ステージで空を飛びたい」と語り、メンバーに対し強い意欲を見せ、これが加入決定の決め手になった。また、活動当時は実生活においても電球を使わず蝋燭を照明として使用する、家具をロココ調で揃えていると公言するなど公私に渡ってバンドの世界観を徹底させていた。
ファンの俗称は「ミゼラー」、また三期からは「血族」という呼称が公式に使用され、メンバーとファンの双方を表す言葉となっている。
リーダーであるギターのManaはファンから「Mana様」の愛称で呼ばれ、表舞台では徹底して喋らない（トークイベントなどの際には、隣に「通訳」として人員を置き、「耳打ち」やジェスチャーによって通訳係の口から間接的に発言する）。

## 活動休止時メンバー
メジャーデビューと同時にメンバー毎にイメージカラーが出来たが、厳密なものではない。
- Klaha（クラハ） - 3代目ヴォーカル。5月3日生まれ。血液型非公表。イメージカラーは■ブラック。（活動停止後にソロ活動を始めたが現在は消息不明）
- Mana（マナ） - ギター&シンセサイザー（下手側）3月19日生まれ[17]、血液型O型、バンドリーダー、女形。イメージカラーは■ブルーや■グリーン。（現在はMoi dix Moisにて活動中）
- Közi（コウジ） - ギター&シンセサイザー（上手側）5月29日生まれ[18]、血液型A型。イメージカラーは■レッド。（現在はZIZにて活動中）
- Yu〜ki（ユーキ） - ベース。8月8日生まれ[19]。血液型A型。イメージカラーは■イエロー、■オレンジ[20]。（現在は継続的な音楽活動はしていない）
- Kami（カミ） - ドラム&パーカッション、2月1日生まれ [21]、血液型A型、1999年6月21日に急逝。イメージカラーは■パープルや■ピンク。（加入前はKneuklid Romanceに所属）旧名：右狂（ウキョウ）および神村右狂（カミムラ ウキョウ）

### 過去に在籍したメンバー
- Tetsu（テツ） - 初代ヴォーカル。（MALICE MIZER→MEGA8BALL→ZIGZO→nil ※脱退以降はノーメイクスタイル・本名の"高野哲"名義での活動となり、2012年よりZIGZOとしての活動を再開）
- Gackt（ガクト） - 2代目ヴォーカル&ピアノ。イメージカラーは■ブラック。別称：神威楽斗、Gackt.C（かむいがくと）（現在はソロ歌手、俳優、声優として活動中）
- GAZ（ガズ） - 初代ドラム （脱退後はKneuklid Romanceに加入、その後脱退するが2009年、2011年、2012年のKneuklid Romance復活時に参加。2017年12月22日、癌により他界[22]）

### サポートメンバー
- Shue（シュウ、酒井愁） - ドラム （元REDRUM、Virus、AIONのメンバー。）Gardenia、Beast of Bloodのレコーディングに参加（各クレジット参照）。

## 主な関係者
島田陽平 - 編曲家、ピアノ調律師。「Voyage」からメジャー活動期にキーボード、編曲で参加。後にGacktソロ初期の編曲にも携わる（各クレジット参照）。
大場由香里 - コスチュームデザイナー。初期から衣装制作を担当（他に氷川きよし、THE ALFEE高見沢俊彦、DAIGO、D'espairsRayなども手掛ける）。
Shuji（石井秀二） - 初代ローディ―を務めた。（現在はcali≠gari / GOATBEDで活動）
KAMIJO - ローディーを務めた。（元LAREINE、現在はVersaillesで活動）また、LAREINEの他メンバーもKAMIJOと同様にローディーをしていた。
Hitomi - ローディーを務めた。（元Moran、現在はウミユリ名義でソロとして活動）
KAZUAKI MUTO - Gackt.Kulaha期のPV.LIVE VideoのDirectorを務めた。（Hiroyuki Mutoは同一人物、映画、TVドラマの監督）

## 略歴
- 1992年8月、Mana、Köziが中心となり結成。デモテープ『SANS LOGIQUE』を配布。
- 1993年3月、ドラムのGAZ（現：Knueklid Romance）脱退後、神村右狂（後に右狂→Kamiと改名）がサポート加入し、6月20日、正式メンバーとして、神村右狂が加入し活動開始。
  - 同年、オムニバスCD『BRAIN TRASH』に参加、デモテープ『SADNESS』を配布。
- 1994年7月24日、『memoire』をシリアルナンバー入り3000枚限定6曲入りでリリース、予約で完売となる。12月24日にはデラックス盤として『バロック』を新録、ブックレット付BOX仕様でリリース。12月27日のライブでTetsu (Vo) 脱退、以後しばらく活動停止となる。
- 1995年10月10日、2代目ヴォーカルオーディションにて、Gackt.C（前身バンドCAIN'S FEELでは当初ドラムを担当、後にヴォーカルに転身）が加入。LIVE「華麗なる復活劇 ～新たなる悪意と悲劇の物語が始まる～」渋谷ON AIR WESTのチケットはソールドアウト。
  - 12月10日、第2期ラインナップ（Gackt、Mana、Közi、Yu～ki、Kami）での初音源『麗しき仮面の招待状』リリース。
- 1996年6月9日にはフル・アルバム『Voyage Sans retour』をリリース。3月には東京都、愛知県、大阪府でTOURを行い、EVENT等にも参加、夏には全国TOURも敢行する。10月10日には"新生MALICE MIZER 1周年"を記念してのブックレット付CDS『ma chérie～愛しい君へ～』をリリース。
- 1997年に日本コロムビアと契約しメジャーデビューを果たす。7月19日にフランスロケを敢行した映像作品を加えた初回限定版シングル『ヴェル・エール～空白の瞬間の中で～』を発売（通常版は同年8月6日発売）。
- 1997年7月24日発売の西城秀樹ROCKトリビュートに当時2代目ヴォーカルだったGacktは傷だらけのローラに歌唱参加。
- 1998年4月1日、日本武道館公演を開催。
- 1998年7月22日、”merveilles ～終焉と帰趨～”ツアーファイナルの横浜アリーナ公演を開催。
- 1998年11月、Gacktが失踪、翌1999年1月に脱退。4人での活動となったが、6月21日にKamiがくも膜下出血で急逝。しばらくの間ヴォーカリスト不在のまま残された3人での活動となる。
  - 同年9月に日本コロムビアとの契約を終え、Midi:Nette M.†.M（ミディネット エーム・クロワ・エーム）を設立し独自レーベルでの活動に戻る。事実上、インディーズからの再スタートとなる。
  - 同年11月3日、ヴォーカル不在のメンバー3人となって初の作品となるシングル『再会の血と薔薇』をリリース。
- 2000年7月26日、シングル『白い肌に狂う愛と哀しみの輪舞（ロンド）』で異例のヴォーカルのサポートメンバーとしてKlahaが同曲に参加。7月、Klahaが正式に3代目ヴォーカリストとして加入。
  - 同年8月31日と9月1日、Klahaを迎えて初となるライブ、日本武道館二夜連続公演『薔薇に彩られた悪意と悲劇の幕開け』（第一夜「再会の薔薇」、第二夜「約束の薔薇」）を開催。
- 2001年12月31日、メンバーそれぞれの自由な発想により各々の活動を展開しようという考えから2001年いっぱいをもちMALICE MIZER活動停止と発表（発表は同月11日）。
- 2008年12月27日、Moi dix Moisによるイベントライブ「Dis inferno Vol.VI」恵比寿LIQUIDROOM公演にて、Mana(Dr)、Közi(G)、Sugiya(B)、カツヲU.K(Vo)のメンバー編成により「ナイスミドル」のバンド名でセッションが行なわれ、MALICE MIZER時代のナンバーが演奏された。
- 2010年7月17日、Moi dix MoisとKöziによるジョイントツアー「Deep Sanctuary Ⅱ」赤坂BLITZ公演にて、「再会の血と薔薇〜ず」と称しオリジナルメンバーのMana、Közi、Yu〜kiによるセッションが行なわれた。
- 2012年の9月2日に赤坂BLITZ、および11月14日に大阪MUSEにて開催されたMoi dix MoisとZIZによるジョイントツアー「Deep Sanctuary Ⅲ」公演にて、「破誡の果て〜ず」と称してMana、Közi、Yu～kiによるセッションが再度行なわれた。
- 2014年10月11日、Moi dix MoisとZIZでのイベント「Deep Sanctuary Ⅳ」にて、Mana、Közi、Yu～kiの三人で、活動停止後初めてMALICE MIZERとしてセッションが行われた(上記3人によるセッションのサポートドラムは全てMoi dix MoisのHayato（ex.Blüe）が担当)。
- 2016年8月7日、Moi dix Mois主催、ゲストにZIZ、スペシャルゲストにYu~ki伯爵を迎えた「Deep Sanctuary Ⅴ」にてMALICE MIZERスペシャルセッションが行われた。
- 2018年9月8日、「Deep Sanctuary Ⅵ ～MALICE MIZER 25th Anniversary Special～」と題したイベントを開催。Moi dix MoisとZIZのライブに加え、Mana、Közi、Yu〜kiの三人を中心としたMALICE MIZERとしてのパフォーマンスを繰り広げた。ゲストボーカルには過去にMALICE MIZERのローディーを務めた、Shuji、KAMIJO、Hitomiが参加。ゲストドラマーとしてKamiの師匠であったSakura (元L'Arc〜en〜Ciel)が参加し、Kamiが愛用したドラムが使用された。チケット即日SOLD OUTにつき、翌日9月9日に追加公演を開催。また、追加公演の模様を収めたBlu-rayがメモリアル写真集とのセットでリリースされた。
  - 同年9月8日から9月24日まで、「MALICE MIZER 25th Anniversary Exhibition」と題した展示イベントが渋谷・ESPミュージアムにて開催され、これまでの活動で使用された楽器や衣装、小道具、ポスター等が展示された。
- 2020年6月7日、マイナビBLITZ赤坂にて恒例イベント「Deep Sancutuary Ⅶ」が催されMana、Közi、Yu〜kiがMAICE MIZERとして出演する予定だったが、新型コロナウイルス感染拡大防止のためイベントが中止となった。

## 作品

### シングル
|                       | 発売日                                         | タイトル                            | 規格           | 備考                                                           |       |
| 第1期                 | 第1期                                          | 第1期                               | 第1期          | 第1期                                                          | 第1期 |
| --------------------- | ---------------------------------------------- | ----------------------------------- | -------------- | -------------------------------------------------------------- | ----- |
| 1st                   | 1992年10月31日                                 | SANS LOGIQUE                        | デモテープ     | 全4曲、1stライブにて配布                                       |       |
| 2nd                   | 1993年4月5日                                   | SADNESS                             | デモテープ     | 全1曲、初の大阪ライブにて配布                                  |       |
| 3rd                   | 1993年10月12日                                 | THE 1TH ANNIVERSARY                 | デモテープ     | 全2曲、1周年記念ライブにて配布                                 |       |
| 第2期（インディーズ） |                                                |                                     |                |                                                                |       |
| 1st                   | 1995年12月10日                                 | 麗しき仮面の招待状                  | マキシシングル | シークレットトラック収録                                       |       |
| 2nd                   | 1996年10月10日                                 | ma chérie 〜愛しい君へ〜            | マキシシングル | ファンクラブ開設記念シングル 特殊ブック仕様ジャケット          |       |
| 第2期（メジャー）     |                                                |                                     |                |                                                                |       |
| 1st                   | 1997年7月19日（初回盤） 1997年8月6日（通常盤） | ヴェル・エール 〜空白の瞬間の中で〜 | 8cmシングル    | c/wの「COLOR ME BLOOD RED」はKöziがヴォーカル担当。            |       |
| 2nd                   | 1997年12月3日                                  | au revoir                           | 8cmシングル    | 初回クリスタルカードケース・ポストカード付                     |       |
| 3rd                   | 1998年2月11日                                  | 月下の夜想曲                        | 8cmシングル    | 初回特殊紙仕様ジャケット                                       |       |
| 4th                   | 1998年5月20日                                  | ILLUMINATI                          | 8cmシングル    | 初回ミラージャケット                                           |       |
| 5th                   | 1998年9月30日                                  | Le ciel 〜空白の彼方へ〜            | 8cmシングル    | 初回限定スペシャルワイド・ジャケット                           |       |
| 第3期                 |                                                |                                     |                |                                                                |       |
| 1st                   | 1999年11月3日                                  | 再会の血と薔薇                      | マキシシングル | 特殊ブック仕様ジャケット アナログピクチャー版限定3万枚同時発売 |       |
| 2nd                   | 2000年5月31日                                  | 虚無の中での遊戯                    | マキシシングル | 特殊ブック仕様ジャケット                                       |       |
| 3rd                   | 2000年7月26日                                  | 白い肌に狂う愛と哀しみの輪舞        | マキシシングル | 特殊ブック仕様ジャケット                                       |       |
| 4th                   | 2001年5月30日                                  | Gardenia                            | マキシシングル | 初回スリーブケース・ステッカー付                               |       |
| 5th                   | 2001年6月21日                                  | Beast of Blood                      | マキシシングル |                                                                |       |
| 6th                   | 2001年10月30日                                 | 真夜中に交わした約束〜薔薇の婚礼〜  | マキシシングル | CD&DVDセット                                                   |       |
| 7th                   | 2001年11月30日                                 | Garnet〜禁断の園へ〜                | マキシシングル |                                                                |       |

### アルバム
|       | 発売日         | タイトル                                     | 備考                                          |       |
| 第1期 | 第1期          | 第1期                                        | 第1期                                         | 第1期 |
| ----- | -------------- | -------------------------------------------- | --------------------------------------------- | ----- |
| 1st   | 1994年7月24日  | memoire                                      | 初回版3000枚限定                              |       |
| 1st   | 1994年12月24日 | memoire DX                                   | ボーナストラック追加DX仕様                    |       |
| 第2期 |                |                                              |                                               |       |
| 1st   | 1996年6月9日   | Voyage Sans retour                           | 初回5000枚予約限定販売 Box仕様 ブックレット付 |       |
| 2nd   | 1998年3月18日  | merveilles                                   | 初回A5サイズ特殊ブック仕様ジャケット          |       |
| 2nd   | 2005年10月5日  | La Collection merveilles -L'édition Limitée- | CD+DVD豪華版オルゴール付                      |       |
| 第3期 |                |                                              |                                               |       |
| 1st   | 2000年8月23日  | 薔薇の聖堂                                   | 初回A5サイズ特殊ブック仕様ジャケット          |       |

### ベストアルバム
|     | 発売日         | タイトル                                      | 備考                         |
| --- | -------------- | --------------------------------------------- | ---------------------------- |
| 1st | 2004年10月1日  | La Collection des Singles -L'édition Limitée- | ベストBOX 5000セット限定販売 |
| 1st | 2006年7月19日  | La Collection des Singles                     | CD+DVD通常盤                 |
| 2nd | 2006年10月18日 | La meilleur selection de MALICE MIZER         | ファン投票の結果により選曲   |

### その他
- BRAIN TRASH （1993年2月24日） BMGビクターから発売のオムニバスCD、“SPEED OF DESPERATE”収録
- 神話（Kami's MEMORIAL BOX） （2000年2月1日） Kamiの遺した作品をメンバーの手で完成させた曲を含む全3曲ミニアルバムCD＆VIDEO

### VIDEO
- sans retour Voyage“derniere” 〜encoure une fois〜 （1996年6月30日、VHS/2001年4月18日、DVD） - ライブ映像作品
- ヴェル・エール 空白の瞬間の中で〜d e l'image （1997年9月3日、VHS） - ビデオクリップ他
- merveilles 〜終焉と帰趨〜 l'espace （1998年10月28日、VHS/2002年3月30日、DVD） - ライブ映像作品
- merveilles -cinq paralléle- （1999年2月24日、VHS/2002年3月30日、DVD） - ビデオクリップ集
- 再会の血と薔薇 〜de l'image〜 （1999年12月21日、VHS） - ビデオクリップ
- 虚無の中での遊戯 〜de l'image〜 （2000年5月31日、VHS） - ビデオクリップ
- 薔薇に彩られた悪意と悲劇の幕開け （2000年11月22日、VHS&DVD同時発売） - ライブ映像作品
- 薔薇の軌跡 （2001年4月25日 VHS&DVD同時発売） - テレビ放映映像作品
- Beast of Blood 〜de l'image〜 （2001年7月11日 VHS&DVD同時発売）
- 薔薇の伝承 序章 （2001年9月21日、DVD） - 映画プロローグビデオ
- Cardinal （2002年2月6日、DVD） - ビデオクリップ集
- 薔薇の婚礼 （2002年3月22日、DVD） - 初主演映画
- Sélection de performances live（2007年3月28日、DVD） - ライブセレクション
- Deep Sanctuary Ⅵ MALICE MIZER 25th Anniversary Special 〜LIVE at TOYOSU PIT September 9〜 （2019年6月21日） - ライブ映像作品 ※Blu-ray・限定生産

### BOOK
- "merveilles" a deux dimensions [写真集]（ソニー・マガジンズ、1998年7月30日発行）
- 耽美実験革命 （マガジン・マガジン、1998年10月25日発行）
- 異端審問 （太田出版、1998年11月27日発行）
- merveilles [バンド・スコア] （ドレミ楽譜出版社、1998年11月30日発行）
- retour [写真集]（FOOL'S MATE、1999年2月15日発行）
- Les Mizerables de MALICE MIZER マリスミゼルの"ああ、無情" ー天地鳴動編ー （ソニー・マガジンズ、1999年6月25日発行）
- 薔薇の聖典 Cathédrale de la Rosé Livre Rosé [写真集]（ミディネット、2000年12月発行）
- Les Mizerables de MALICE MIZER マリスミゼルの"ああ、無情" ー百花繚乱編ー （ソニー・マガジンズ、2001年2月20日発行）
- Livre Rosé Blanche [写真集]（角川書店、2001年4月25日発行）
- 薔薇の輪舞　真夜中に交わした約束 [写真集] （ケイエスエス、2001年10月31日発行）
- UV SPECIAL MALICE MIZER FILE （ソニー・マガジンズ、2002年1月5日発行）
- Les Mizerables de MALICE MIZER マリスミゼルの"ああ、無情" ー光彩陸離編ー （ソニー・マガジンズ、2002年1月20日発行）
- 薔薇の悲劇　真夜中に交わした約束 [写真集] （ケイエスエス、2002年3月発行）

## タイアップ一覧
| 使用年 | 曲名                 | タイアップ                                                   |
| ------ | -------------------- | ------------------------------------------------------------ |
| 1998年 | 月下の夜想曲         | TBS系『江川の食卓』エンディングテーマ                        |
| 1998年 | ILLUMINATI           | 読売テレビ・日本テレビ系『ダウンタウンDX』エンディングテーマ |
| 2000年 | 虚無の中での遊戯     | 日本テレビ系『号外!!爆笑大問題』エンディングテーマ           |
| 2001年 | 真夜中に交わした約束 | ギャガ配給映画『薔薇の婚礼〜真夜中に交わした約束〜』主題歌   |
| 2023年 | 月下の夜想曲         | テレビ東京系『ウイニング競馬』12月度エンディングテーマ       |

## 出演

### 映画
- 薔薇の婚礼〜真夜中に交わした約束〜（2001年11月3日公開）
第三期メンバー4人初主演の、吸血鬼を題材としたサイレント映画。

### テレビ番組
- MALICE MIZER sur TV "l'image de merveilles" （1997年12月）
- 薔薇の軌跡（2000年）

地上波での音楽番組出演はあまり無かったが、一方で笑っていいとも!のテレフォンショッキングやハンマープライス、王様のブランチなどバラエティ番組にも出演している。（「とんねるずのハンマープライス」では「MALICE MIZERのメンバーが貴方の家を「マリスの館」にしてくれる権」を出品した。）
メジャーデビュー後間もなく「MALICE MIZER」単体にスポットを当てた特別番組があり、当初からメディアに強烈なインパクトを与えたバンドだったと言える。また、後に放映されたものも含め、MALICE MIZERの特別番組は全てDVDとして発売されている。

### ラジオ番組
- 真夜中のs'il vous plaît（シルヴプレ）（メインパーソナリティー：Gackt、Kami、Közi）
- 私設秘書の著述（メインパーソナリティー：Gackt、Kami、Közi）
※開始時この番組には正式なタイトルは無かったが、番組内の早口言葉のコーナーからこの言葉が抜擢されそのままタイトルとなった。
- 真夜中 DE s'il vous plaît（シルヴプレ）（メインパーソナリティー：Yu～ki、Közi）

## 10th Anniversaryファン投票
- 10th Anniversary作品第2弾として『La Meilleur de MALICE MIZER』がリリースされるにあたり、インディーズ時代からコロムビア時代を通しての第二期MALICE MIZERの曲でファン投票が行われた。
- 投票範囲は、シングル「麗しき仮面の招待状」～「Le ciel 〜空白の彼方へ〜」の7作、アルバム『Voyage Sans retour』『merveilles』の2作。

### 結果
1. ma chérie 〜愛しい君へ〜
2. ヴェル・エール 〜空白の瞬間の中で〜
3. 月下の夜想曲
4. au revoir
5. Le ciel